# Campagna del Khorasan
La campagna di Khorasan fu una campagna militare promossa dalle forze lealiste safavidi contro i separatisti della regione di Khorasan. Questa fu la prima grande campagna condotta dal generale Nadir in favore del pretendente al trono persiano, Tahmasp II.

## Ribellione e separazione
Le rivolte iniziarono a manifestarsi nella provincia di Khorasan nel corso degli anni '20 del Settecento come diretta conseguenza della rivolta afghana nelle province orientali dell'Impero che portò poi ad una invasione guidata dal capo degli Hotaki, Mahmud Hotaki. Con la battaglia Mahmud inflisse un'umiliante sconfitta alle forze imperiali inviate da Isfehan a combatterlo presso Gulnabad, dopo la quale marciò verso la capitale stessa catturando Isfehan dopo un terribile assedio.
Un cortigiano di Isfahan di nome Malek Mahmoud Sistani raggiunse un accordo con gli afghani Hotaki conquistatori secondo il quale egli si sarebbe impegnato a creare un regno indipendente nel Khorasan in cambio del riconoscimento da parte di questo regno di Mahmud come scià di Persia. Sistani entrò quindi nel Khorasan e tentò di raggruppare tutti i ribelli ed i signori della guerra locali ponendo la capitale a Mashad, recentemente caduta nelle sue mani. A questo punto Nadir, che aveva posto la sua sede nella fortezza d Kalat a nord di Mashad partì con una forza di 1200 uomini per razziare il territorio di Sistani, pur non entrando direttamente in confronto con l'esercito nemico.

## Tahmasp II e l'assedio di Mashad
Dopo la conclusione dell'assedio di Isfahan, Mamud inviò un contingente afghano a soggiogare Qazvin dove era sorto un nuovo pretendente safavide, Tahmasp, si era autoproclamato scià come figlio dell'ultimo detentore di tale carica di dinastia safavide. Quest'ultimo venne costretto ad abbandonare Qazvin ma poté comunque rimanere nella regione dal momento che l'area non era sotto il controllo degli afghani e ad intermittenza vi erano delle invasioni degli ottomani da ovest. Tahmasp si spostò ad ovest sino ad Astarabad dove trovò un alleato fedele nella persona di Fathali Khan del clan Qajar.
Comprendendo che era troppo presto per marciare su Isfahan per liberare il cuore della Persia, il pretendente si spostò nuovamente nel Khorasan dove raccogliere nuove truppe e alleati sotto le sue bandiere. Marciando verso Khorasan entrò in contatto con Nadir che portava con sé ingenti forze. Un totale di 30 000 uomini pose dunque assedio a Mashad con Sistani ed il suo comandante in capo Pir Mohammad intrappolati nelle mura della città. Tahmasp aveva sviluppato una relazione tesa con Fathali Khan e le cose peggiorarono ulteriormente il 10 ottobre 1726 quando Nadir portò a Tahmasp una lettera intercettata il cui contenuto diede prova dell'evidenza di una linea clandestina di comunicazioni tra Fathali e Sistani. Nadir, temendo che il contingente Qajar avrebbe potuto abbandonare l'esercito se il loro capo fosse stato ucciso, consigliò Tahmasp di risparmiargli la vita. Tahmasp, pur d'accordo con la visione di Nadir, fece comunque giustiziare Fathali il giorno successivo.
Il contingente Qajar rimase con l'esercito lealista malgrado la decapitazione di Fathali e ironicamente con un'infiltrazione condotta sul lato opposto da Pir Mohammad permise a Nadir di infiltrarsi nelle mura della città costringendo Sistani a cercare rifugio nella cittadella, arrendendosi poco dopo.

## Conseguenze
Lo sconfitto Malek Mahmoud Sistani venne trattato con sorprendente cortesia in un intento conciliatore e gli venne consentito di trascorrere il resto della sua vita in esilio (anche se venne fatto giustiziare l'anno successivo quando divenne sospetto agli occhi di Nadir). I risultati dell'assedio portarono il Khorasan nelle mani di Tahmasp e Nadir ottenne la posizione di unico comandante rimasto a soggiogare i rimanenti Khan e tribù della provincia. La sua conquista del Khorasan permise ai lealisti safavidi di focalizzarsi poi verso l'entroterra persiano.